# Philippe Jacquin
Philippe Jacquin (Donville-les-Bains, 22 gennaio 1942 – Lione, 28 settembre 2002) è stato uno scrittore francese.
Philippe Jacquin era professore d'antropologia americana all'Università Lumière di Lione.

## Biografia
Lo storico, etnologo e antropologo Philippe Jacquin era prima di tutto uno specialista dell'Ovest americano e degli amerindi, presso i quali aveva effettuato dei lunghi soggiorni. La sua scomparsa è stata brutale, al ritorno da una missione presso gli Indiani d'America.
Egli ha pubblicato una ventina d'opere sull'America del Nord tra cui: Les Indiens d'Amérique, (Flammarion) 1996, La Politique indienne des États-Unis (1830-1890) 1996 e Le peuple américain: origines, immigration, ethnicité, identité 2000. Esse sono opere di riferimento per la storia degli amerindi, l'incrocio delle culture e la conquista del West americano.

## Opere
- Histoire des Indiens d'Amérique du Nord, Paris, Payot, 1976, 226 p.
- Storia degli indiani d'America, Milano, A. Mondadori, 1977, 204 p., traduzione di Franco Moccia
- Les Indiens blancs. Français et Indiens en Amérique du Nord, XVIe-XVIIIe siècle, Philippe Jacquin, Payot, 1987, ISBN 2-228-14230-1
- Vers l'Ouest. Un nouveau monde, Philippe Jacquin, Découvertes Gallimard (nº 25), 1987, ISBN 2-07-053036-1
- Terre indienne, Philippe Jacquin, Éd. Autrement, 1991, ISBN 2-86260-332-5, 228 p.
- Le Cow-boy. Un Américain entre le mythe et l'histoire, Philippe Jacquin, Albin Michel, 1992, ISBN 2-226-05834-6
- Le mythe de l'Ouest : l'Ouest américain et les valeurs de la frontière, Philippe Jacquin et Daniel Royot, Éd. Autrement, 1993, ISBN 2-86260-444-5, 215 p.
- Les Indiens d'Amérique, Philippe Jacquin, Flammarion, 1996, ISBN 2-08-035226-1, 126 p.
- La politique indienne des États-Unis (1830-1890), Philippe Jacquin, Éd. Didier Erudition, 1996, ISBN 2-86460-297-0, 220 p.
- Les Européens et la mer : de la découverte à la colonisation (1455-1860), Patrick Villiers, Philippe Jacquin, Pierre Ragon, Éd. Ellipses Marketing, 1997, ISBN 2-7298-5726-5
- L'herbe des dieux. Le tabac dans les sociétés indiennes d'Amérique du Nord, Philippe Jacquin, Éd. Musee-Galerie De La Seita, 1997, ISBN 2-906524-66-2
- La destinée manifeste des États-Unis au XIXe siècle, Philippe Jacquin et Daniel Royot, Éd. Ploton, 1999, ISBN 2-84120-105-8, 160 p.
- Le peuple américain : origines, immigration, ethnicité, identité, Philippe Jacquin, Seuil, 2000, ISBN 2-02-041277-2, 563 p.
- La terre des Peaux-rouges, Philippe Jacquin, Découvertes Gallimard (nº 14), 2000, ISBN 2-07-053523-1, 159 p.
- Les Indiens, quelle histoire !, Philippe Jacquin et Jean-Marie Michaud, Casterman, 2001, ISBN 2-203-15225-7, 26 p.
- Sous le pavillon noir. Pirates et flibustiers, Philippe Jacquin, Découvertes Gallimard (nº 45), 1988, ISBN 2-07-053066-3
- Go West ! Histoire de l'Ouest américain d'hier à aujourd'hui, Philippe Jacquin et Daniel Royot, Flammarion, 2002, ISBN 2-08-211809-6, 362 p.
- La vie des pionniers au temps de la conquête de l'Ouest, Philippe Jacquin, Larousse, 2002, ISBN 2-03-505346-3, 192 p.
- Grandes civilisations : Afrique, Amérique, Asie, Europe, Océanie, Philippe Jacquin (Sous la direction de), José Garanger (Sous la direction de), Larousse, 2003, ISBN 2-03-505384-6, 464 p.
- L'Europe des grands royaumes, Philippe Jacquin, Casterman 2006, ISBN 2-203-15713-5, 77 p.